# Championnat du Venezuela de football 2004-2005
Navigation
Saison 2003-2004 Saison 2005-2006
La saison 2004-2005 du championnat du Venezuela de football est la quarante-neuvième édition du championnat de première division professionnelle au Venezuela et la quatre-vingt-cinquième saison du championnat national.
Le championnat est scindé en deux tournois saisonniers où les dix équipes engagées s'affrontent deux fois, à domicile et à l'extérieur. Le vainqueur de chaque tournoi participe à la finale nationale et obtient son billet pour la Copa Libertadores. Un classement cumulé des deux tournois permet de déterminer le troisième club participant à la Copa Libertadores, les deux clubs qualifiés pour la Copa Sudamericana et les deux relégués en Segunda A.
C'est l'UA Maracaibo qui remporte la compétition, après avoir gagné les tournois Apertura et Clausura. C'est le tout premier titre de champion de l'histoire du club.
Avant le début de la compétition, le club promu de D2, Maritimo Caracas, cède sa licence au Deportivo Italmaracaibo, un club nouvellement créé.

## Les clubs participants
| - Deportivo Italchacao - Caracas FC - Mineros de Guayana - UA Maracaibo - Trujillanos FC | - Monagas SC - Estudiantes de Mérida - Deportivo Táchira - Carabobo FC - Deportivo Italmaracaibo - Promu de Segunda A |

## Compétition
Le barème utilisé pour établir les différents classements est le suivant :
- Victoire : 3 points
- Match nul : 1 point
- Défaite : 0 point

### Tournoi Apertura
| Rang | Équipe                   | Pts | J  | G | N | P  | Bp | Bc | Diff |
| ---- | ------------------------ | --- | -- | - | - | -- | -- | -- | ---- |
| 1    | UA Maracaibo             | 34  | 18 | 9 | 7 | 2  | 27 | 12 | +15  |
| 2    | Caracas FCT              | 32  | 18 | 9 | 5 | 4  | 23 | 19 | +4   |
| 3    | Mineros de Guayana       | 30  | 18 | 8 | 6 | 4  | 28 | 18 | +10  |
| 4    | Deportivo Táchira        | 30  | 18 | 9 | 3 | 6  | 23 | 19 | +4   |
| 5    | Trujillanos FC           | 29  | 18 | 8 | 5 | 5  | 21 | 16 | +5   |
| 6    | Carabobo FC              | 21  | 18 | 4 | 9 | 5  | 23 | 25 | -2   |
| 7    | Monagas SC               | 19  | 18 | 5 | 4 | 9  | 21 | 27 | -6   |
| 8    | Estudiantes de Mérida    | 17  | 18 | 4 | 5 | 9  | 24 | 31 | -7   |
| 9    | Deportivo ItalmaracaiboP | 17  | 18 | 4 | 5 | 9  | 18 | 30 | -12  |
| 10   | Deportivo Italchacao     | 14  | 18 | 3 | 5 | 10 | 22 | 33 | -11  |

|  | Qualification pour la Copa Libertadores 2006 et la finale nationale |

### Torneo Clausura
| Rang | Équipe                   | Pts | J  | G  | N | P | Bp | Bc | Diff |
| ---- | ------------------------ | --- | -- | -- | - | - | -- | -- | ---- |
| 1    | UA Maracaibo             | 39  | 18 | 12 | 3 | 3 | 30 | 12 | +18  |
| 2    | Caracas FCT              | 33  | 18 | 9  | 6 | 3 | 28 | 14 | +14  |
| 3    | Deportivo Táchira        | 32  | 18 | 9  | 5 | 4 | 25 | 20 | +5   |
| 4    | Estudiantes de Mérida    | 25  | 18 | 6  | 7 | 5 | 18 | 19 | -1   |
| 5    | Monagas SC               | 23  | 18 | 6  | 5 | 7 | 26 | 36 | -10  |
| 6    | Mineros de Guayana       | 21  | 18 | 5  | 6 | 7 | 22 | 23 | -1   |
| 7    | Carabobo FC              | 21  | 18 | 4  | 9 | 5 | 21 | 22 | -1   |
| 8    | Deportivo ItalmaracaiboP | 17  | 18 | 4  | 5 | 9 | 19 | 26 | -7   |
| 9    | Trujillanos FC           | 17  | 18 | 4  | 5 | 9 | 21 | 29 | -8   |
| 10   | Deportivo Italchacao     | 13  | 18 | 2  | 7 | 9 | 20 | 29 | -9   |

|  | Qualification pour la Copa Libertadores 2006 et la finale nationale |

### Classement cumulé
| Rang | Équipe                   | Pts | J  | G  | N  | P  | Bp | Bc | Diff |
| ---- | ------------------------ | --- | -- | -- | -- | -- | -- | -- | ---- |
| 1    | UA Maracaibo             | 73  | 36 | 21 | 10 | 5  | 57 | 24 | +33  |
| 2    | Caracas FCT              | 65  | 36 | 18 | 11 | 7  | 51 | 33 | +18  |
| 3    | Deportivo Táchira        | 62  | 36 | 18 | 8  | 10 | 48 | 39 | +9   |
| 4    | Mineros de Guayana       | 51  | 36 | 13 | 12 | 11 | 50 | 41 | +9   |
| 5    | Trujillanos FC           | 46  | 36 | 12 | 10 | 14 | 42 | 45 | -3   |
| 6    | Carabobo FC              | 42  | 36 | 8  | 18 | 10 | 44 | 47 | -3   |
| 8    | Estudiantes de Mérida    | 42  | 36 | 10 | 12 | 14 | 42 | 50 | -8   |
| 7    | Monagas SC               | 42  | 36 | 11 | 9  | 16 | 47 | 63 | -16  |
| 9    | Deportivo ItalmaracaiboP | 34  | 36 | 8  | 10 | 18 | 37 | 56 | -19  |
| 10   | Deportivo Italchacao     | 27  | 36 | 5  | 12 | 19 | 42 | 62 | -20  |

|  | Qualification pour la Copa Libertadores 2006     |
|  | Qualification pour la Copa Sudamericana 2005     |
|  | Participation au barrage de promotion-relégation |
|  | Relégation directe en Segunda A                  |

#### Finale pour le titre
- Il n'y a pas de finale cette saison car l'UA Maracaibo a remporté à la fois les tournois Apertura et Clausura.

#### Barrage de promotion-relégation
Le 9e du classement affronte le vice-champion de Segunda A pour déterminer le dernier club participant au championnat la saison prochaine.
| Équipe 1                | Résultat | Équipe 2                 | Aller | Retour |
| ----------------------- | -------- | ------------------------ | ----- | ------ |
| Deportivo Italmaracaibo | 1e - 1   | (D2) Deportivo Maracaibo | 0 - 0 | 1 - 1  |

- Les deux clubs se maintiennent dans leur championnat respectif.

## Bilan de la saison
| Championnat du Venezuela de football 2004-2005 |                          |
| Champion                                       | UA Maracaibo (1er titre) |
| Coupes et trophées                             |                          |
| Vainqueur de la Coupe du Venezuela 2004-2005   | Non disputée             |
| Qualifications continentales                   |                          |
| Copa Libertadores 2006                         | UA Maracaibo             |
| Copa Libertadores 2006                         | Caracas FC               |
| Copa Libertadores 2006                         | Deportivo Táchira        |
| Copa Sudamericana 2005                         | Mineros de Guayana       |
| Copa Sudamericana 2005                         | Trujillanos FC           |
| Promotions et relégations                      |                          |
| Promus en Primera División                     | Aragua FC                |
| Relégués en Segunda A                          | Deportivo Italchacao     |